# Copa Ouro da CONCACAF de 2025
A Copa Ouro da CONCACAF de 2025 foi a 18ª edição deste torneio de futebol realizado pela CONCACAF desde 1991. A competição foi realizada entre 16 seleções, e foi disputada entre 14 de junho até 6 de julho.
A maioria dos locais do torneio ficava no oeste dos Estados Unidos para evitar conflitos de agenda com o Mundial de Clubes FIFA de 2025, que foi realizada ao mesmo tempo, principalmente na costa leste.
A final foi disputada em 6 de julho de 2025, no NRG Stadium em Houston, onde o atual campeão México conquistou seu décimo título, ampliando o recorde, após derrotar os Estados Unidos por 2 a 1.

## Locais
A CONCACAF anunciou as 14 sedes da Copa Ouro de 2025 em 25 de setembro de 2024. Eles incluíam uma mistura de estádios específicos para futebol, ocupados principalmente por times da Major League Soccer e estádios maiores de futebol americano. O BC Place em Vancouver foi o único local fora dos Estados Unidos. A maioria dos locais do torneio ficava no oeste dos Estados Unidos para evitar conflitos de agenda com o Mundial de Clubes FIFA de 2025, que foi realizada ao mesmo tempo, principalmente na costa leste. A CONCACAF anunciou que concedeu a final do torneio ao NRG Stadium em Houston em 30 de outubro de 2024.
Um sinal duplo (‡) indica um estádio coberto com teto fixo ou retrátil e controle climático interno.
| Cidade                                              | Estádio                    | Capacidade | Imagem |
| --------------------------------------------------- | -------------------------- | ---------- | ------ |
| Arlington, Texas (Metroplex de Dallas-Fort Worth)   | AT&T Stadium‡              | 80,000     |        |
| Houston, Texas                                      | NRG Stadium‡               | 72,220     |        |
| Houston, Texas                                      | Shell Energy Stadium       | 22,039     |        |
| Inglewood, Califórnia (Grande Los Angeles)          | SoFi Stadium               | 70,240     |        |
| Santa Clara, Califórnia (Baía de São Francisco)     | Levi's Stadium             | 68,500     |        |
| Minneapolis, Minnesota                              | U.S. Bank Stadium‡         | 66,860     |        |
| Glendale, Arizona (Região metropolitana de Phoenix) | State Farm Stadium‡        | 63,400     |        |
| Paradise, Nevada (Las Vegas Valley)                 | Allegiant Stadium‡         | 61,000     |        |
| Vancouver, Colúmbia Britânica                       | BC Place‡                  | 54,500     |        |
| San Diego, Califórnia                               | Snapdragon Stadium         | 35,000     |        |
| Carson, Califórnia (Grande Los Angeles)             | Dignity Health Sports Park | 30,510     |        |
| St. Louis, Missouri                                 | Energizer Park             | 22,500     |        |
| Austin, Texas                                       | Q2 Stadium                 | 20,730     |        |
| San Jose, Califórnia (Baía de São Francisco)        | PayPal Park                | 18,000     |        |

## Seleções
Em fevereiro de 2023, a CONCACAF anunciou que a Liga das Nações da CONCACAF de 2024–25 serviria como qualificação para a Copa Ouro da CONCACAF de 2025. Todas as 41 associações membros da CONCACAF participaram da Liga das Nações, que foi dividida em três níveis. Os quatro vencedores das quartas de final da Liga das Nações A e os quatro vencedores dos grupos da Liga das Nações B se classificaram diretamente para a Copa Ouro. Uma fase preliminar da Copa Ouro foi realizada em março de 2025, onde sete equipes adicionais se classificaram para o torneio principal. Um total de 16 equipes competiram no torneio principal.
Em 19 de dezembro de 2024, a CONCACAF anunciou que a Arábia Saudita seria convidada como equipe convidada para os torneios de 2025 e 2027. Uma possível expansão para 24 equipes na Copa Ouro de 2025 — com 16 equipes da CONCACAF e 8 convidados — foi relatada anteriormente pela mídia, mas não se concretizou. Isso teria proporcionado maiores níveis de competição para México, Canadá e Estados Unidos, que não jogariam no ciclo de qualificação para a Copa do Mundo devido à sua classificação automática como anfitriões da Copa do Mundo FIFA de 2026.
| Time                          | Qualificação                                                                       | Data da qualificação   | Participações na Copa Ouro (+ Campeões da CONCACAF) | Última aparição | Melhor desempenho anterior na Gold Cup (+ Campeões da CONCACAF)                           | Rankings no início do evento | Rankings no início do evento |
| Time                          | Qualificação                                                                       | Data da qualificação   | Participações na Copa Ouro (+ Campeões da CONCACAF) | Última aparição | Melhor desempenho anterior na Gold Cup (+ Campeões da CONCACAF)                           | FIFA                         | CONCACAF                     |
| ----------------------------- | ---------------------------------------------------------------------------------- | ---------------------- | --------------------------------------------------- | --------------- | ----------------------------------------------------------------------------------------- | ---------------------------- | ---------------------------- |
| Haiti                         | Campeão do Grupo C, Liga B                                                         | 15 de novembro de 2024 | 10º (17º)                                           | 2023            | Semi-final (2019) Campeão (1973)                                                          | 83                           | 8                            |
| El Salvador                   | Campeão do Grupo A, Liga B                                                         | 17 de novembro de 2024 | 14º (20º)                                           | 2023            | Quartas de final (2002, 2003, 2011, 2013, 2017, 2021) Vice campeão (1963, 1981)           | 81                           | 11                           |
| Curaçau                       | Campeão do Grupo B, Liga B                                                         | 18 de novembro de 2024 | 3º (7º)                                             | 2019            | Quartas de final (2019) Terceiro lugar (1963, 1969)                                       | 90                           | 15                           |
| Estados Unidos (co-anfitrião) | Vencedor das quartas de final da Liga A                                            | 18 de novembro de 2024 | 18º (20º)                                           | 2023            | Campeão (1991, 2002, 2005, 2007, 2013, 2017, 2021) Vice-campeão (1989)                    | 16                           | 4                            |
| Panamá                        | Vencedor das quartas de final da Liga A                                            | 18 de novembro de 2024 | 12º (13º)                                           | 2023            | Vice-campeão (2005, 2013, 2023)                                                           | 33                           | 3                            |
| República Dominicana          | Campeão do Grupo D, Liga B                                                         | 19 de novembro de 2024 | 1º                                                  | N/A             | Estreante                                                                                 | 139                          | 19                           |
| Canadá (co-anfitrião)         | Vencedor das quartas de final da Liga A                                            | 19 de novembro de 2024 | 17º (20º)                                           | 2023            | Campeão (2000) Campeão (1985)                                                             | 30                           | 2                            |
| México (atual campeão)        | Vencedor das quartas de final da Liga A                                            | 19 de novembro de 2024 | 18º (26º)                                           | 2023            | Campeão (1993, 1996, 1998, 2003, 2009, 2011, 2015, 2019, 2023) Campeão (1965, 1971, 1977) | 17                           | 1                            |
| Arábia Saudita                | Convidado                                                                          | 19 de novembro de 2024 | 1º                                                  | N/A             | Estreante                                                                                 | 58                           | N/A                          |
| Trinidad e Tobago             | Vencedor da rodada preliminar da qualificação para a Copa Ouro da CONCACAF de 2025 | 25 de março de 2025    | 13º (19º)                                           | 2023            | Semi-final (2000) Vice-campeão (1973)                                                     | 100                          | 10                           |
| Suriname                      | Vencedor da rodada preliminar da qualificação para a Copa Ouro da CONCACAF de 2025 | 25 de março de 2025    | 2º (4º)                                             | 2021            | Fase de grupos (2021) 6º lugar (1977)                                                     | 137                          | 12                           |
| Jamaica                       | Vencedor da rodada preliminar da qualificação para a Copa Ouro da CONCACAF de 2025 | 25 de março de 2025    | 14º (16º)                                           | 2023            | Vice-campeão (2015, 2017)                                                                 | 63                           | 6                            |
| Guadalupe                     | Vencedor da rodada preliminar da qualificação para a Copa Ouro da CONCACAF de 2025 | 25 de março de 2025    | 6º                                                  | 2023            | Semi-final (2007)                                                                         | N/A                          | 13                           |
| Guatemala                     | Vencedor da rodada preliminar da qualificação para a Copa Ouro da CONCACAF de 2025 | 25 de março de 2025    | 13º (21º)                                           | 2023            | Quarto lugar (1996) Campeão (1967)                                                        | 106                          | 9                            |
| Costa Rica                    | Vencedor da rodada preliminar da qualificação para a Copa Ouro da CONCACAF de 2025 | 25 de março de 2025    | 17º (23º)                                           | 2023            | Vice-campeão (2002) Campeão (1963, 1969, 1989)                                            | 54                           | 5                            |
| Honduras                      | Vencedor da rodada preliminar da qualificação para a Copa Ouro da CONCACAF de 2025 | 25 de março de 2025    | 17º (23º)                                           | 2023            | Vice-campeão (1991) Campeão (1981]])                                                      | 75                           | 7                            |

### Sorteio
O sorteio final foi realizado em 10 de abril de 2025. As equipes foram divididas em quatro potes com base no ranking da CONCACAF de 26 de março de 2025. As quatro equipes do pote 1 foram designadas para o atual campeão da Copa Ouro, México, e as três equipes mais bem classificadas, Canadá, Panamá e Estados Unidos, com o México atribuído ao Grupo A, o Canadá atribuído ao Grupo B, o Panamá atribuído ao Grupo C e os Estados Unidos atribuídos ao Grupo D, respectivamente. O pote 4 continha as três seleções com as piores classificações e a convidada Arábia Saudita. Os potes 5 a 8 continham as posições dos Grupos A, B, C e D.
| Time                | Pts   | Rank |
| ------------------- | ----- | ---- |
| México (A1)         | 1,946 | 1    |
| Canadá (B1)         | 1,837 | 2    |
| Panamá (C1)         | 1,778 | 3    |
| Estados Unidos (D1) | 1,712 | 4    |

| Time       | Pts   | Rank |
| ---------- | ----- | ---- |
| Costa Rica | 1,668 | 5    |
| Jamaica    | 1,552 | 6    |
| Honduras   | 1,534 | 7    |
| Haiti      | 1,481 | 8    |

| Time              | Pts   | Rank |
| ----------------- | ----- | ---- |
| Guatemala         | 1,377 | 9    |
| Trinidad e Tobago | 1,360 | 10   |
| El Salvador       | 1,243 | 11   |
| Suriname          | 1,223 | 12   |

| Time                 | Pts   | Rank |
| -------------------- | ----- | ---- |
| Guadalupe            | 1,222 | 13   |
| Curaçau              | 1,130 | 15   |
| República Dominicana | 1,050 | 19   |
| Arábia Saudita       | N/A   | N/A  |

## Árbitros

### Árbitros
- Juan Calderón
- Keylor Herrera
- Oshane Nation
- Mario Escobar
- Walter López Castellanos
- Selvin Brown
- Adonai Escobedo
- Katia Itzel García
- Marco Ortíz
- Ismael Cornejo
- Kwinsi Williams
- Joe Dickerson
- Lukasz Szpala

### Árbitros de apoio
- Pierre-Luc Lauziere
- Adonis Carrasco
- Reon Radix
- Bryan López
- Julio Luna
- Steffon Dewar
- José Torres
- Katja Koroleva

### Auxiliares
- William Arrieta
- William Chow
- Juan Mora
- Víctor Ramírez
- Raymundo Feliz
- Gerson Orellana
- Rony Salinas
- Humberto Panjoj
- Luis Ventura
- Ojay Duhaney
- Leonardo Castillo
- Karen Díaz
- Michel Espinoza
- Michel Morales
- Sandra Ramírez
- Jorge Sánchez
- Keytzel Corrales
- Geovany Garcia
- Juan Zumba
- Zachari Zeegelaar
- Ainsley Rochard
- Caleb Wales
- Cameron Blanchard
- Logan Brown
- Cory Richardson
- Nick Uranga

### Árbitros de vídeo
- Ben Whitty
- Yasith Monge
- Jesús Montero
- Benjamín Pineda
- Dilia Bradley
- Diego Ojer
- Shirley Perello
- Daneon Parchment
- Óscar Macías
- Óscar Mejía
- Luis Enrique Santander
- Allen Chapman
- Edvin Jurisevic
- Chris Penso

## Cronograma
O cronograma da competição foi divulgado em 25 de setembro de 2024.
| Rodada           | Data(s)        |
| ---------------- | -------------- |
| Fase de grupos   | 14–24 de junho |
| Quartas de final | 28–29 de junho |
| Semi-finais      | 2 de julho     |
| Final            | 6 de julho     |

## Cerimônia de abertura
Dançarinos e artistas de toda a América Latina foram as atrações principais da cerimônia de abertura, que aconteceu no SoFi Stadium, em Inglewood, antes da partida de abertura entre México e República Dominicana. A CONCACAF fez parceria com o Balich Wonder Studio para produzir a cerimônia. Os dançarinos se apresentaram ao som de "Tocando el Cielo", de Luis Fonsi, o hino oficial do torneio, porém o cantor porto-riquenho não foi encontrado. Os organizadores afirmaram posteriormente que ele não se apresentou por motivos "pessoais".

## Fase de grupos
Todos os horários das partidas listados são EDT (UTC−4), conforme divulgado pela CONCACAF. Caso o local esteja localizado em um fuso horário diferente, o horário local também será informado.
Fonte: CONCACAF
| Critérios de desempate para jogos em grupo |
| --- |
| A classificação das equipes na fase de grupos foi determinada da seguinte forma: 1. Pontos obtidos em todas as partidas do grupo; 2. Diferença de gols em todas as partidas do grupo; 3. Número de gols marcados em todas as partidas do grupo; 4. Pontos obtidos nas partidas disputadas entre as equipes em questão; 5. Saldo de gols nas partidas disputadas entre as equipes em questão; 6. Número de gols marcados nas partidas disputadas entre as equipes em questão; 7. Pontos de fair play em todas as partidas do grupo (apenas uma dedução pode ser aplicada a um jogador em uma única partida): - Cartão amarelo: −1 ponto; - Cartão vermelho indireto (segundo cartão amarelo): −3 pontos; - Cartão vermelho direto: −4 pontos; - Cartão amarelo e cartão vermelho direto: −5 pontos; 8. Sorteio. |
| |

### Grupo A
| Pos. | Seleção              | Pts | J | V | E | D | GP | GC | SG |
| ---- | -------------------- | --- | - | - | - | - | -- | -- | -- |
| 1    | México               | 7   | 3 | 2 | 1 | 0 | 5  | 2  | +3 |
| 2    | Costa Rica           | 7   | 3 | 2 | 1 | 0 | 6  | 4  | +2 |
| 3    | República Dominicana | 1   | 3 | 0 | 1 | 2 | 3  | 5  | –2 |
| 4    | Suriname             | 1   | 3 | 0 | 1 | 2 | 3  | 6  | –3 |

| 14 de junho de 2025 | México                                     | 3 – 2     | República Dominicana      | SoFi Stadium, Inglewood                    |
| 22:15 (19:15 UTC−7) | Ed. Álvarez 44' · Jiménez 47' · Montes 53' | Relatório | González 51' · Azcona 67' | Público: 54,309 Árbitro: JAM Oshane Nation |

| 18 de junho de 2025 | Costa Rica                                                    | 4 – 3     | Suriname                                   | Snapdragon Stadium, San Diego             |
| 23:00 (20:00 UTC−5) | Martínez 14' · Ugalde 19' (pen.), 90+13' (pen.) · Alcócer 76' | Relatório | Kerk 34' · Margaret 59' · Pinas 64' (pen.) | Público: 7,736 Árbitro: EUA Joe Dickerson |

| 15 de junho de 2025 | Costa Rica                      | 2 – 1     | República Dominicana | AT&T Stadium, Arlington                    |
| 19:06 (18:06 UTC−7) | Ugalde 44' (pen.) · Alcócer 85' | Relatório | Urbáez 16'           | Público: 34,015 Árbitro: EUA Lukasz Szpala |

| 15 de junho de 2025 | Suriname | 0 – 2     | México          | AT&T Stadium, Arlington                   |
| 22:00 (21:00 UTC−7) |          | Relatório | Montes 57', 63' | Público: 34,015 Árbitro: HON Selvin Brown |

| 22 de junho de 2025 | México | 0 – 0     | Costa Rica | Allegiant Stadium, Paradise                |
| 22:00 (19:00 UTC−7) |        | Relatório |            | Público: 35,000 Árbitro: GUA Mario Escobar |

| 22 de junho de 2025 | República Dominicana | 0 – 0     | Suriname | AT&T Stadium, Arlington                     |
| 22:00 (19:00 UTC−7) |                      | Relatório |          | Público: 20,918 Árbitro: ELS Ismael Cornejo |

### Grupo B
| Pos. | Seleção     | Pts | J | V | E | D | GP | GC | SG |
| ---- | ----------- | --- | - | - | - | - | -- | -- | -- |
| 1    | Canadá      | 7   | 3 | 2 | 1 | 0 | 9  | 1  | +8 |
| 2    | Honduras    | 6   | 3 | 2 | 0 | 1 | 4  | 7  | –3 |
| 3    | Curaçau     | 2   | 3 | 0 | 2 | 1 | 2  | 3  | –1 |
| 4    | El Salvador | 1   | 3 | 0 | 1 | 2 | 0  | 4  | –4 |

| 17 de junho de 2025 | Curaçau | 0 – 0     | El Salvador | PayPal Park, San José                     |
| 20:15 (17:15 UTC−7) |         | Relatório |             | Público: 13,042 Árbitro: MEX Katia García |

| 17 de junho de 2025 | Canadá                                                                      | 6 – 0     | Honduras | BC Place, Vancouver                        |
| 22:30 (19:30 UTC−7) | Sigur 27' · Oluwaseyi 45+2' · Buchanan 48', 65' · P. David 75' · Saliba 90' | Relatório |          | Público: 24,286 Árbitro: GUA Mario Escobar |

| 21 de junho de 2025 | Curaçau         | 1 – 1     | Canadá    | Shell Energy Stadium, Houston              |
| 19:00 (18:00 UTC−5) | Antonisse 90+4' | Relatório | Saliba 9' | Público: 20,536 Árbitro: CRC Juan Calderón |

| 21 de junho de 2025 | Honduras                   | 2 – 0     | El Salvador | Shell Energy Stadium, Houston             |
| 22:00 (21:00 UTC−5) | Quioto 33' · Ramírez 90+5' | Relatório |             | Público: 20,536 Árbitro: GUA Walter López |

| 24 de junho de 2025 | Honduras                  | 2 – 1     | Curaçau             | PayPal Park, San José                      |
| 22:00 (19:00 UTC−7) | Álvarez 32' · Palma 90+1' | Relatório | Menjívar 42' (g.c.) | Público: 10,935 Árbitro: JAM Oshane Nation |

| 24 de junho de 2025 | Canadá                   | 2 – 0     | El Salvador | Shell Energy Stadium, Houston              |
| 22:00 (21:00 UTC−5) | David 53' · Buchanan 56' | Relatório |             | Público: 19,417 Árbitro: EUA Joe Dickerson |

### Grupo C
| Pos. | Seleção   | Pts | J | V | E | D | GP | GC | SG |
| ---- | --------- | --- | - | - | - | - | -- | -- | -- |
| 1    | Panamá    | 9   | 3 | 3 | 0 | 0 | 10 | 3  | +7 |
| 2    | Guatemala | 6   | 3 | 2 | 0 | 1 | 4  | 3  | +1 |
| 3    | Jamaica   | 3   | 3 | 1 | 0 | 2 | 3  | 6  | –3 |
| 4    | Guadalupe | 0   | 3 | 0 | 0 | 3 | 5  | 10 | –5 |

| 16 de junho de 2025 | Panamá                                                                 | 5 – 2     | Guadalupe                       | Dignity Health Sports Park, Carson          |
| 19:00 (16:00 UTC−7) | Martínez 6' · Díaz 13', 17' · Guerrero 22' (pen.) · T. Rodríguez 90+2' | Relatório | Leborgne 29' · David 71' (pen.) | Público: 18,262 Árbitro: CRC Keylor Herrera |

| 16 de junho de 2025 | Jamaica | 0 – 1     | Guatemala  | Dignity Health Sports Park, Carson         |
| 22:00 (19:00 UTC−7) |         | Relatório | Santis 32' | Público: 18,262 Árbitro: CRC Juan Calderón |

| 20 de junho de 2025 | Jamaica                    | 2 – 1     | Guadalupe   | PayPal Park, San José                       |
| 19:45 (16:45 UTC−7) | Bailey 41' · Russell 45+4' | Relatório | Ambrose 32' | Público: 2,405 Árbitro: TRI Kwinsi Williams |

| 20 de junho de 2025 | Guatemala | 0 – 1     | Panamá           | Q2 Stadium, Austin                           |
| 22:00 (21:00 UTC−5) |           | Relatório | T. Rodríguez 19' | Público: 12,829 Árbitro: MEX Adonai Escobedo |

| 24 de junho de 2025 | Panamá                                      | 4 – 1     | Jamaica  | Q2 Stadium, Austin                       |
| 19:00 (18:00 UTC−5) | Díaz 4', 17', 45' (pen.) · T. Rodríguez 89' | Relatório | Bell 27' | Público: 3,283 Árbitro: HON Selvin Brown |

| 24 de junho de 2025 | Guadalupe                        | 2 – 3     | Guatemala                                  | Shell Energy Stadium, Houston            |
| 19:00 (18:00 UTC−5) | Plumain 50' (pen.) · Phaëton 78' | Relatório | Pinto 13' (pen.) · Escobar 29' · Rubin 70' | Público: 19,417 Árbitro: MEX Marco Ortíz |

### Grupo D
| Pos. | Seleção           | Pts | J | V | E | D | GP | GC | SG |
| ---- | ----------------- | --- | - | - | - | - | -- | -- | -- |
| 1    | Estados Unidos    | 9   | 3 | 3 | 0 | 0 | 8  | 1  | +7 |
| 2    | Arábia Saudita    | 4   | 3 | 1 | 1 | 1 | 2  | 2  | 0  |
| 3    | Trinidad e Tobago | 2   | 3 | 1 | 0 | 2 | 2  | 7  | –5 |
| 4    | Haiti             | 1   | 3 | 0 | 0 | 3 | 2  | 4  | –2 |

| 15 de junho de 2025 | Estados Unidos                                                 | 5 – 0     | Trinidad e Tobago | PayPal Park, San José                        |
| 18:00 (15:00 UTC−7) | Tillman 16', 41' · Agyemang 44' · B. Aaronson 82' · Wright 84' | Relatório |                   | Público: 12,610 Árbitro: MEX Adonai Escobedo |

| 15 de junho de 2025 | Haiti | 0 – 1     | Arábia Saudita       | Snapdragon Stadium, San Diego            |
| 20:15 (17:15 UTC−7) |       | Relatório | Al-Shehri 16' (pen.) | Público: 7,736 Árbitro: GUA Walter López |

| 19 de junho de 2025 | Trinidad e Tobago | 1 – 1     | Haiti       | Shell Energy Stadium, Houston              |
| 18:45 (17:45 UTC−5) | Garcia 68'        | Relatório | Pierrot 49' | Público: 2,409 Árbitro: ELS Ismael Cornejo |

| 19 de junho de 2025 | Arábia Saudita | 0 – 1     | Estados Unidos | Q2 Stadium, Austin                       |
| 21:25 (20:15 UTC−5) |                | Relatório | Richards 63'   | Público: 11,727 Árbitro: MEX Marco Ortíz |

| 22 de junho de 2025 | Arábia Saudita  | 1 – 1     | Trinidad e Tobago | Allegiant Stadium, Paradise                 |
| 19:00 (16:00 UTC−7) | Al-Buraikan 60' | Relatório | Sealy 10'         | Público: 35,000 Árbitro: CRC Keylor Herrera |

| 22 de junho de 2025 | Estados Unidos             | 2 – 1     | Haiti        | AT&T Stadium, Arlington                   |
| 19:00 (18:00 UTC−5) | Tillman 10' · Agyemang 75' | Relatório | Louicius 19' | Público: 20,918 Árbitro: MEX Katia García |

## Fase eliminatória
Na fase eliminatória, se os placares estivessem empatados quando o tempo normal de jogo terminasse, uma disputa de pênaltis era disputada para determinar os vencedores, exceto na final, na qual 30 minutos de prorrogação seriam jogados primeiro antes de prosseguir para os pênaltis, se necessário. Como em todos os torneios desde 2005 (exceto 2015), não houve disputa pelo terceiro lugar.

### Esquema
|  | Quartas de final          | Quartas de final         |                        |       | Semifinais | Semifinais |  |  | Final | Final |
|  |                           |                          |                        |       |            |            |  |  |       |       |
|  | 29 de junho – Minneapolis |                          |                        |       |            |            |  |  |       |       |
|  |                           |                          |                        |       |            |            |  |  |       |       |
|  | Estados Unidos (p.)       | 2 (4)                    |                        |       |            |            |  |  |       |       |
|  | Estados Unidos (p.)       | 2 (4)                    | 2 de julho – St. Louis |       |            |            |  |  |       |       |
|  | Costa Rica                | 2 (3)                    |                        |       |            |            |  |  |       |       |
|  | Costa Rica                | 2 (3)                    | Estados Unidos         | 2     |            |            |  |  |       |       |
|  | 29 de junho – Minneapolis |                          | Estados Unidos         | 2     |            |            |  |  |       |       |
|  |                           | Guatemala                | 1                      |       |            |            |  |  |       |       |
|  | Canadá                    | Guatemala                | 1                      | 1 (5) |            |            |  |  |       |       |
|  | Canadá                    |                          | 6 de julho – Houston   | 1 (5) |            |            |  |  |       |       |
|  | Guatemala (p.)            | 1 (6)                    |                        |       |            |            |  |  |       |       |
|  | Guatemala (p.)            | 1 (6)                    | Estados Unidos         | 1     |            |            |  |  |       |       |
|  | 28 de junho – Glendale    |                          | Estados Unidos         | 1     |            |            |  |  |       |       |
|  |                           | México                   | 2                      |       |            |            |  |  |       |       |
|  | México                    | México                   | 2                      | 2     |            |            |  |  |       |       |
|  | México                    | 2 de julho – Santa Clara |                        | 2     |            |            |  |  |       |       |
|  | Arábia Saudita            | 0                        |                        |       |            |            |  |  |       |       |
|  | Arábia Saudita            | 0                        | México                 | 1     |            |            |  |  |       |       |
|  | 28 de junho – Glendale    |                          | México                 | 1     |            |            |  |  |       |       |
|  |                           | Honduras                 | 0                      |       |            |            |  |  |       |       |
|  | Panamá                    | Honduras                 | 0                      | 1 (4) |            |            |  |  |       |       |
|  | Panamá                    |                          |                        | 1 (4) |            |            |  |  |       |       |
|  | Honduras (p.)             | 1 (5)                    |                        |       |            |            |  |  |       |       |
|  | Honduras (p.)             | 1 (5)                    |                        |       |            |            |  |  |       |       |

### Quartas de final
| 28 de junho de 2025 | Panamá            | 1 – 1     | Honduras   | State Farm Stadium, Glendale              |
| 19:15 (16:15 UTC−7) | Díaz 45+1' (pen.) | Relatório | Lozano 82' | Público: 45,255 Árbitro: MEX Katia García |

|                                          |       | Penalidades                                   |  |
| Escobar Díaz Godoy Harvey Davis Guerrero | 4 – 5 | Palma Arriaga Rosales Maldonado Lozano Pineda |  |

| 28 de junho de 2025 | México                     | 2 – 0     | Arábia Saudita | State Farm Stadium, Glendale               |
| 22:15 (19:15 UTC−7) | Vega 49' · Madu 81' (g.c.) | Relatório |                | Público: 45,255 Árbitro: EUA Lukasz Szpala |

| 29 de junho de 2025 | Canadá           | 1 – 1     | Guatemala | U.S. Bank Stadium, Minneapolis              |
| 16:00 (15:00 UTC−5) | David 30' (pen.) | Relatório | Rubin 69' | Público: 32,289 Árbitro: CRC Keylor Herrera |

|                                                                |       | Penalidades                                    |  |
| David Jebbison Cornelius Choinière Larin Saliba de Fougerolles | 5 – 6 | Santis Samayoa Herrera Lom Pinto Altán Morales |  |

| 29 de junho de 2025 | Estados Unidos         | 2 – 2     | Costa Rica                      | U.S. Bank Stadium, Minneapolis            |
| 19:00 (18:00 UTC−5) | Luna 43' · Arfsten 47' | Relatório | Calvo 12' (pen.) · Martínez 71' | Público: 32,289 Árbitro: GUA Walter López |

|                                              |       | Penalidades                                             |  |
| Adams Tillman Berhalter Freeman Tolkin Downs | 4 – 3 | Martínez J. P. Vargas van der Putten Brenes Calvo Rojas |  |

### Semifinal
| 2 de julho de 2025  | Estados Unidos | 2 – 1     | Guatemala   | Energizer Park, St. Louis                  |
| 19:00 (18:00 UTC−5) | Luna 4', 15'   | Relatório | Escobar 80' | Público: 22,423 Árbitro: JAM Oshane Nation |

| 2 de julho de 2025  | México      | 1 – 0     | Honduras | Levi's Stadium, Santa Clara                |
| 22:00 (19:00 UTC−7) | Jiménez 50' | Relatório |          | Público: 70,975 Árbitro: CRC Juan Calderón |

### Final
| 2 de julho de 2025  | Estados Unidos | 1 – 2     | México                        | NRG Stadium, Houston                       |
| 19:00 (18:00 UTC−5) | Richards 4'    | Relatório | Jiménez 27' · Ed. Álvarez 77' | Público: 70,925 Árbitro: GUA Mario Escobar |

## Estatísticas

### Goleadores

#### 6 gols
- Ismael Díaz

#### 3 gols
- Tajon Buchanan
- Manfred Ugalde
- Raúl Jiménez
- César Montes
- Tomás Rodríguez
- Diego Luna
- Malik Tillman

#### 2 gols
- Jonathan David
- Nathan Saliba
- Josimar Alcócer
- Alonso Martínez
- Olger Escobar
- Rubio Rubin
- Edson Álvarez
- Patrick Agyemang
- Chris Richards

#### 1 gol
- Promise David
- Tani Oluwaseyi
- Niko Sigur
- Francisco Calvo
- Jeremy Antonisse
- Edison Azcona
- Peter González
- Joao Urbáez
- Thierry Ambrose
- Florian David
- Jordan Leborgne
- Matthias Phaëton
- Ange-Freddy Plumain
- José Carlos Pinto
- Óscar Santis
- Don Deedson Louicius
- Frantzdy Pierrot
- Jorge Álvarez
- Anthony Lozano
- Luis Palma
- Romell Quioto
- Dixon Ramírez
- Leon Bailey
- Amari'i Bell
- Jon Russell
- Alexis Vega
- Eduardo Guerrero
- Cristian Martínez
- Firas Al-Buraikan
- Saleh Al-Shehri
- Gyrano Kerk
- Richonell Margaret
- Shaquille Pinas
- Justin Garcia
- Dante Sealy
- Brenden Aaronson
- Maximilian Arfsten
- Haji Wright

## Prêmios
Os seguintes prêmios da Copa Ouro foram entregues no final do torneio: Bola de Ouro (melhor jogador geral), Chuteira de Ouro (artilheiro), Luva de Ouro (melhor goleiro), Prêmio Jogador Jovem (melhor jogador jovem) e Troféu Fair Play (time mais disciplinado).
| Edson Álvarez                              |
| Chuteira de Ouro                           |
| Ismael Díaz                                |
| 6 gols, 0 assistências 328 minutos jogados |
| Luva de Ouro                               |
| Luis Malagón                               |
| Prêmio Jogador Jovem                       |
| Olger Escobar                              |
| Troféu Fair Play                           |
| Estados Unidos                             |

Melhor XI
Os seguintes jogadores foram escolhidos como os onze melhores do torneio.
| Goleiro      | Defensores                                | Meio campistas                                                     | Atacantes                |
| ------------ | ----------------------------------------- | ------------------------------------------------------------------ | ------------------------ |
| Luis Malagón | Johan Vásquez César Montes Chris Richards | Diego Luna Malik Tillman Edson Álvarez Oscar Santis Peter González | Raúl Jiménez Ismael Díaz |

## Marketing

### Direitos de transmissão

#### Américas
| Território      | Transmissão                              | Ref.          |
| --------------- | ---------------------------------------- | ------------- |
| Canadá          | OneSoccer                                | [ 31 ]        |
| Canadá          | TSN                                      | [ 31 ]        |
| Canadá          | RDS                                      | [ 31 ]        |
| Canadá          | Univision Canada                         | [ 31 ]        |
| Estados Unidos  | Fox Sports (Inglês) Univision (Espanhol) | [ 32 ] [ 33 ] |
| México          | Televisa                                 | [ 33 ]        |
| Brasil          | ESPN                                     | [ 34 ]        |
| Caribe          | ESPN                                     | [ 34 ]        |
| América Central | ESPN                                     | [ 34 ]        |
| Guadalupe       | France TV                                | [ 34 ]        |
| América do Sul  | ESPN                                     | [ 34 ]        |

#### Internacional
Fonte: CONCACAF
| Território            | Transmissão           |
| --------------------- | --------------------- |
| Andorra               | GOL PLAY              |
| Austrália             | ESPN                  |
| Áustria               | Sportdigital          |
| Alemanha              | Sportdigital          |
| Gana                  | Sporty TV             |
| Hong Kong             | MyTV Super            |
| Irlanda               | Premier Sports        |
| Israel                | Charlton              |
| Quênia                | Sporty TV             |
| Liechtenstein         | Sportdigital          |
| Luxemburgo            | Sportdigital          |
| Malásia               | Astro SuperSport      |
| Países Baixos         | ESPN                  |
| Nova Zelândia         | ESPN Austrália        |
| Nigéria               | Sporty TV             |
| Ilhas do Pacífico     | ESPN Austrália        |
| Papua Nova Guiné      | ESPN Austrália        |
| Portugal              | Sport TV              |
| Arábia Saudita        | AlRiyadiyah           |
| Singapura             | StarHub               |
| Coréia do Sul         | Sky Sports            |
| Espanha               | GOL PLAY              |
| África do Sul         | Sporty TV             |
| Suíça                 | Sportdigital          |
| Tailândia             | BG Sports             |
| Ucrânia               | Maincast              |
| Reino Unido           | Premier Sports        |
| Mercados não vendidos | YouTube & Concacaf GO |

### Patrocinadores
Os seguintes foram anunciados como patrocinadores globais do torneio:
- Saudi Aramco
- Caliente.mx
- Degree
- Macron
- Grupo Modelo
- Hilton
- Midea
- Molten
- Neau Water
- Public Investment Fund
- Remitly
- Riyadh Air
- Saudi Tourism Authority
- Shriners Hospitals for Children
- Toyota
- Valvoline
- Yerba Madre

## Símbolos

### Mascote
Em 10 de março de 2025, a CONCACAF anunciou que seu novo mascote, Volar, seria o mascote não apenas do torneio, mas também da confederação.

### Bola oficial
Vantaggio Gold 5000 da Molten serviu como bola oficial do torneio.

### Música
"Tocando El Cielo", do cantor porto-riquenho Luis Fonsi, serviu como música oficial do torneio.